# Eumenes dimidiatipennis
Eumenes dimidiatipennis är en stekelart som beskrevs av Henri Saussure. Eumenes dimidiatipennis ingår i släktet krukmakargetingar, och familjen Eumenidae. Inga underarter finns listade i Catalogue of Life.